# Гайсёнок, Виктор Анатольевич
Ви́ктор Анато́льевич Гайсёнок (бел. Віктар Анатольевіч Гайсёнак; род. 6 июня 1950, Гостиловичи, Минская область) — советский и белорусский физик, специалист в области оптики и спектроскопии и физики лазеров; государственный деятель, дипломат, Чрезвычайный и полномочный посол Республики Беларусь (2002).

## Биография
Выпускник физического факультета Белорусского государственного университета (1972), далее преподаватель (до 1992) и декан того же факультета (1986—1989). Основатель кафедры методики преподавания физики и информатики физического факультета Белорусского государственного университета (ныне — кафедра компьютерного моделирования). Секретарь парткома Белорусского государственного университета (1988—1990). Министр образования Республики Беларусь (1992—1994), ректор Республиканского института высшей школы БГУ (1994—1997), Председатель Государственного комитета по науке и технологиям Республики Беларусь (1997—2000).
Чрезвычайный и Полномочный Посол Республики Беларусь в Республике Австрия (2000—2005), Постоянный представитель Республики Беларусь при международных организациях в Вене, в том числе при ОБСЕ и отделении ООН в Вене (2000—2005), заместитель министра иностранных дел Республики Беларусь (2005—2008), Чрезвычайный и Полномочный Посол Республики Беларусь в Республике Польша (2008—2014).
С 2014 — ректор ГУО «Республиканский институт высшей школы».
С апреля 2021 главный научный сотрудник, профессор Республиканского института высшей школы.

## Научная деятельность
Доктор физико-математических наук (1990), профессор (1991). Автор более 100 научных работ в области люминесценции, нелинейной оптики и нелинейной динамики, монографии и ряда учебных пособий, имеет 12 авторских свидетельств на изобретения.

## Награды
- Медаль Франциска Скорины (10 сентября 2021)[6];
- Отличник высшей школы СССР;
- Отличник образования Республики Беларусь;
- Государственная премия Республики Беларусь в области науки и техники (1994);
- Почётная грамота Совета Министров Республики Беларусь (2000 и 2006);
- Почётная грамота Национального собрания Республики Беларусь (2007).